# Giulio Cesare Luciani
Giulio Cesare Luciani (Acquaviva delle Fonti, 8 novembre 1826 – Roma, 1914) è stato un patriota e letterato italiano.

## Biografia
Nel 1848 combatté in Lombardia e fondò il giornale di cultura pugliese Il Peuceta (1860-1864).

## Opere
- Sorgete, o giovani, inno (1848)